# Démedza
Démedza ist ein temporärer Fluss, nach Art einer Fiumara auf Anjouan, einer Insel der Komoren in der Straße von Mosambik.

## Geographie
Der Fluss entspringt im Gebiet von Lingoni im Süden von Anjouan in einem Ausläufer des Trindrini. Er verläuft nach Westen und mündet bald in den Lingoni.